# براندون لارسون
براندون لارسون (بالإنجليزية: Brandon Larson)‏ هو لاعب كرة قاعدة أمريكي، ولد في 24 مايو 1976 في سان أنجيلو في الولايات المتحدة.

## وصلات خارجية
- براندون لارسون على موقع دوري كرة القاعدة الرئيسي (الإنجليزية)
- براندون لارسون على موقعبيزبول رفرنس.كوم (الدوري الرئيسي) (الإنجليزية)